# Cap des Dan
Cap des Dan är en udde i Antarktis. Den ligger i Östantarktis. Frankrike gör anspråk på området.
Terrängen inåt land är platt åt sydost, men åt sydväst är den kuperad. Havet är nära Cap des Dan norrut. Trakten är glest befolkad. Närmaste befolkade plats är Dumont d'Urville Station, 0,77 kilometer väster om Cap des Dan. 